# Khalid Sheikh Mohammed
Khalid Sheikh Mohammed (às vezes grafado como Shaykh; também conhecido por pelo menos 50 pseudônimos; nascido em 14 de abril de 1965) é um terrorista paquistanês pan-islâmico e ex-chefe de propaganda da Al-Qaeda, detido pelos Estados Unidos no campo de detenção da Baía de Guantánamo sob acusações relacionadas ao terrorismo. Frequentemente conhecido pelas iniciais KSM, foi nomeado como "o principal arquiteto dos ataques de 11 de setembro" no Relatório da Comissão do 11 de setembro.
Mohammed foi membro da organização terrorista pan-islâmica Al-Qaeda, liderando as operações de propaganda da Al-Qaeda por volta de 1999 até o final de 2001. Foi capturado no dia 1 de março de 2003, na cidade paquistanesa de Rawalpindi, em uma operação conjunta da Agência Central de Inteligência (CIA) dos Estados Unidos e do Serviço de Inteligência Inter-Serviços (ISI) do Paquistão. Logo após sua captura, foi extraditado de forma extraordinária para locais secretos de prisões da CIA no Afeganistão e depois na Polônia, onde foi interrogado por agentes dos EUA. Até dezembro de 2006, havia sido transferido para custódia militar no campo de detenção da Baía de Guantánamo.
Em março de 2007, após interrogatórios significativos, Mohammed confessou ser o mentor dos ataques de 11 de setembro; a tentativa de explosão de um avião por Richard Reid, conhecida como tentativa do "sapato bomba"; o atentado a bomba em uma boate em Bali, na Indonésia; o atentado de 1993 ao World Trade Center; o assassinato de Daniel Pearl; bem como inúmeras outras tentativas fracassadas de ataques e diversos outros crimes. Em fevereiro de 2008, foi acusado de crimes de guerra e assassinato por uma comissão militar dos Estados Unidos no campo de detenção da Baía de Guantánamo, o que poderia resultar na pena de morte se condenado. Em 2012, um ex-promotor militar criticou os procedimentos como insustentáveis devido às confissões obtidas sob tortura. Uma decisão de 2008 da Suprema Corte dos Estados Unidos também questionou a legalidade dos métodos usados para obter tais confissões e a admissibilidade delas como evidência em um processo criminal.
Em 30 de agosto de 2019, um juiz militar marcou a data do julgamento de pena de morte de Mohammed para 11 de janeiro de 2021. Seu julgamento foi posteriormente adiado em 18 de dezembro de 2020, devido à pandemia de COVID-19. O julgamento de Mohammed recomeçou em 7 de setembro de 2021. No entanto, até 2023, seu julgamento foi adiado novamente, para mais tarde em 2023, enquanto a administração Biden considera um acordo de confissão que retiraria a pena de morte da mesa. Em 31 de julho de 2024, o Departamento de Defesa dos Estados Unidos afirmou que Mohammed e dois cúmplices de planejar atentados se declararam culpados.

## Infância e educação
Mohammed nasceu em 14 de abril de 1965, no Baluchistão, Paquistão, ou no Kuwait. Seu pai, Shaikh Muhammad Ali Dustin al-Baluchi, era um imame Deobandi em Al Ahmadi, que se mudou com sua família do Baluchistão para o Kuwait na década de 1950. Sua mãe se chamava Halema Mohammed. Mohammed foi criado em Badawiya, um bairro da suburbana cidade de Fahaheel, na cidade do Kuwait. Mohammed é tio de Ramzi Yousef, que foi condenado por acusações de terrorismo por sua participação no atentado ao World Trade Center em 1993, e de Ammar Al Baluchi, que é acusado de envolvimento em múltiplas tramas terroristas.
De acordo com documentos federais dos EUA, em 1982, ele ouviu o discurso de Abdul Rasul Sayyaf, no qual foi declarada uma chamada para a jihad contra os soviéticos. Aos 16 anos, juntou-se à Irmandade Muçulmana. Após concluir o ensino médio em 1983, Mohammad viajou para os Estados Unidos e se matriculou na Chowan University em Murfreesboro, Carolina do Norte. Mais tarde, transferiu-se para a North Carolina Agricultural and Technical State University e obteve um Bacharelado em Ciências (BS) em engenharia mecânica em 1986.
No ano seguinte, foi para Peshawar, Paquistão, onde ele e seus irmãos, incluindo Zahed, se juntaram às forças mujahideen envolvidas na Guerra Soviético-Afegã. Ele frequentou o campo de treinamento Sada dirigido por Sheikh Abdallah Azzam, e depois trabalhou para a revista al-Bunyan al-Marsous, produzida pelo grupo rebelde de Sayyaf, a União Islâmica para a Libertação do Afeganistão. Em 1992, ele obteve um mestrado em Cultura e História Islâmica por meio de aulas por correspondência da Universidade de Punjab, no Paquistão. Em 1993, Mohammed havia se casado e mudado sua família para o Catar, onde assumiu o cargo de engenheiro de projetos no Ministério de Eletricidade e Água do Catar. A partir desse momento, ele começou a viajar para diferentes países.

O Relatório da Comissão do 11 de setembro dos Estados Unidos observa que "Segundo seu próprio relato, a animosidade de KSM em relação aos Estados Unidos não decorreu de suas experiências lá como estudante, mas sim de sua discordância violenta com a política externa dos EUA favorecendo Israel". No entanto, em 29 de agosto de 2009, o The Washington Post relatou a partir de fontes de inteligência dos EUA que o tempo de Mohammed nos EUA contribuiu para sua radicalização.
"A experiência limitada e negativa de KSM nos Estados Unidos - que incluiu uma breve prisão devido a contas não pagas - quase certamente o ajudou a seguir o caminho de se tornar um terrorista", de acordo com esse resumo de inteligência. "Ele afirmou que seu contato com os americanos, embora mínimo, confirmou sua visão de que os Estados Unidos eram um país depravado e racista".

### Filipinas (1994–1995)
Mohammed esteve nas Filipinas no final de 1994 e início de 1995; na época, ele se identificava como um exportador de compensados da Arábia Saudita ou do Catar e usava os pseudônimos "Abdul Majid" e "Salem Ali".

### Catar, evitando a prisão
No início de 1996, Mohammed retornou ao Afeganistão para evitar ser capturado pelas autoridades dos Estados Unidos. Em sua fuga do Catar, ele foi protegido por Sheikh Abdullah Al Thani, que era o Ministro de Assuntos Religiosos do Catar em 1996.

## Atividades terroristas alegadas

### Plano Bojinka
Enquanto esteve nas Filipinas em 1994, Mohammed trabalhou com seu sobrinho Ramzi Yousef no plano Bojinka, um plano criado para destruir 12 aviões comerciais em Manila que voavam entre os Estados Unidos, o Leste Asiático e o Sudeste Asiático. O Relatório da Comissão do 11 de setembro diz que "este foi o primeiro momento em que KSM participou do planejamento real de uma operação terrorista".
Usando horários de voos de companhias aéreas, Khalid Sheikh Mohammed e Ramzi Yousef conceberam um esquema pelo qual cinco homens poderiam, em um único dia, embarcar em 12 voos - dois aviões para três dos homens e três aviões para os outros dois - montar e depositar suas bombas e sair dos aviões, deixando temporizadores para acender as bombas vários dias depois. No momento em que as bombas explodissem, os homens estariam longe e longe de qualquer suspeita razoável. A matemática era simples: 12 voos com pelo menos 400 pessoas por voo. Em torno de 5.000 mortes. Seria um dia de glória para eles, calamidade para os americanos que eles supunham que estariam nos aviões.
Os planos do Bojinka incluíam alugar ou comprar um Cessna, enchê-lo de explosivos e fazer um pouso forçado na sede da CIA, com um plano de backup para sequestrar o décimo segundo avião no ar e usá-lo em vez disso. Essas informações foram relatadas em detalhes aos Estados Unidos na época.
Em dezembro de 1994, Yousef realizou um teste de bomba no voo 434 da Philippine Airlines usando apenas cerca de dez por cento dos explosivos que seriam usados em cada uma das bombas a serem plantadas nos aviões dos EUA. O teste resultou na morte de um cidadão japonês a bordo de um voo das Filipinas para o Japão. Mohammed conspirou com Yousef, até que ele foi descoberto em 6 de janeiro de 1995. Yousef foi capturado em 7 de fevereiro do mesmo ano.
Khalid Sheikh Mohammed foi acusado de acusações de terrorismo no Tribunal Distrital dos Estados Unidos do Distrito Sul de Nova York em janeiro de 1996 por seu suposto envolvimento no Plano Bojinka e posteriormente foi incluído na lista inicial do FBI de 10 de outubro de 2001 dos 22 Terroristas Mais Procurados pelo FBI.

### Relação com Osama bin Laden
Quando o plano Bojinka foi descoberto, Mohammed já havia retornado ao Catar e ao seu emprego como engenheiro de projetos no Ministério de Eletricidade e Água do país. Em 1995, ele viajou para o Sudão, Iêmen, Malásia e Brasil para visitar elementos da comunidade jihadista global, embora não haja evidências que o conectem a ações terroristas específicas em nenhum desses locais. Em sua viagem ao Sudão, ele tentou se encontrar com Osama bin Laden, que na época estava vivendo lá, com o auxílio do líder político sudanês Hassan al-Turabi. Após os Estados Unidos pedirem ao governo do Catar que prendesse Mohammed em janeiro de 1996, ele fugiu para o Afeganistão, onde renovou sua aliança com Abdul Rasul Sayyaf. Ainda naquele ano, ele estabeleceu uma relação de trabalho com Bin Laden, que havia se estabelecido lá.
Bin Laden e seus colegas transferiram suas operações para o Afeganistão naquele momento. Mohammed Atef, chefe de operações de bin Laden e também conhecido na época como Abu Hafs al-Masri, organizou um encontro entre bin Laden e Mohammed em Tora Bora, em meados de 1996, no qual Mohammed delineou um plano que eventualmente se tornaria o sequestro de quatro aviões em 2001. Bin Laden instou Mohammed a se tornar um membro efetivo da Al-Qaeda, mas ele continuou a recusar tal compromisso até o início de 1999, após os atentados às embaixadas dos EUA em Nairóbi e Dar es Salaam em 1998.
Em 1997, Mohammed mudou sua família do Irã para Carachi, Paquistão. Naquele ano, ele tentou sem sucesso se juntar ao líder mujahideen Ibn al-Khattab na Chechênia, outra área de especial interesse para Mohammed. Incapaz de viajar para a Chechênia, ele retornou ao Afeganistão. Eventualmente, ele aceitou o convite de bin Laden para se mudar para Kandahar e se juntar à Al-Qaeda como membro efetivo. Posteriormente, ele se tornou líder do comitê de mídia da Al-Qaeda.

### Plano para os ataques de 11 de setembro de 2001
O primeiro plano de sequestro que Mohammed apresentou à liderança da Al-Qaeda previa que vários aviões na costa leste e oeste seriam sequestrados e lançados contra alvos. Seu plano evoluiu a partir de um plano anterior fracassado conhecido como o Plano Bojinka (veja acima). Bin Laden rejeitou alguns alvos potenciais sugeridos por Mohammed, como a Torre do U.S. Bank em Los Angeles, pois desejava simplificar os ataques.
No final de 1998 ou início de 1999, bin Laden deu sua aprovação para que Mohammed prosseguisse com a organização do plano. Reuniões no início de 1999 ocorreram com Khalid Sheikh Mohammed, Osama bin Laden e seu chefe militar, Mohammed Atef. Bin Laden liderou o plano e forneceu apoio financeiro. Ele também esteve envolvido na escolha dos participantes, incluindo a escolha de Mohamed Atta como líder dos sequestradores. Khalid Sheikh forneceu apoio operacional, como a escolha de alvos e ajuda na organização da viagem dos sequestradores. Atef dirigiu as ações dos sequestradores.
Depois que Atta foi escolhido como líder da missão, "ele se encontrou com Bin Laden para discutir os alvos: o World Trade Center, que representava a economia dos EUA; o Pentágono, um símbolo do exército dos EUA; e o Capitólio dos EUA, a fonte percebida da política dos EUA em apoio a Israel. A Casa Branca também estava na lista, pois Bin Laden a considerava um símbolo político e também queria atacá-la." Se algum piloto não conseguisse atingir seu alvo pretendido, deveria colidir com o avião.
 

De acordo com o testemunho de Philip Zelikow, Bin Laden estava motivado pelo desejo de punir os EUA por apoiar Israel e queria antecipar a data do ataque. Mohammed argumentou pela preparação das equipes.
[Bin Laden] alegadamente disse a KSM que seria suficiente derrubar os aviões e não atingir alvos específicos. KSM manteve sua posição, argumentando que a operação não seria bem-sucedida a menos que os pilotos estivessem completamente treinados e as equipes de sequestro fossem maiores.
Em uma entrevista de 2002 com o jornalista da Al Jazeera, Yosri Fouda, Mohammed admitiu que ele e Ramzi bin al-Shibh estavam envolvidos na "operação Terça-feira Santa". ("Operação Terça-feira Santa" era o nome de código dos terroristas para os ataques de 11 de setembro e os ataques realmente ocorreram em uma terça-feira.) No entanto, KSM contesta essa afirmação através de seu Representante Pessoal: "Nunca afirmei ao repórter da Al Jazeera que era o chefe do comitê militar da Al-Qaeda." Nesta mesma entrevista, KSM e Ramzi bin al-Shibh descreveram os preparativos para os ataques de 11 de setembro e disseram que inicialmente pensaram em "atacar algumas instalações nucleares" nos EUA, mas depois "decidiram deixar de fora os alvos nucleares por enquanto."

### Assassinato de Daniel Pearl
De acordo com uma entrevista da CNN com o especialista em inteligência Rohan Gunaratna, "Daniel Pearl estava indo em busca da rede da Al-Qaeda que operava em Carachi e foi por instrução de Khalid Sheikh Mohammed que Daniel Pearl foi morto." Em 12 de outubro de 2006, a revista Time relatou que "KSM confessou sob interrogatório da CIA que ele pessoalmente cometeu o assassinato." Em 15 de março de 2007, o Pentágono afirmou que Mohammed havia confessado o assassinato. A declaração citava Mohammed dizendo: "Decapitei com minha mão direita abençoada a cabeça do judeu americano, Daniel Pearl, na cidade de Carachi, Paquistão. Para aqueles que gostariam de confirmar, existem fotos minhas na Internet segurando sua cabeça." Essa confissão foi obtida sob tortura, e Mohammed listou muitos outros crimes ao mesmo tempo.
De acordo com um relatório de investigação publicado em janeiro de 2011 pela Universidade de Georgetown, o Federal Bureau of Investigation (FBI) usou a correspondência de veias para determinar que o perpetrador no vídeo do assassinato de Pearl provavelmente era Mohammed, notadamente através da identificação de uma "veia protuberante" que corria por sua mão. Preocupadas de que a confissão obtida por meio de simulação de afogamento não se sustentasse no tribunal, autoridades federais usaram essa evidência forense para fortalecer seu caso.

## Captura, interrogatório e tortura

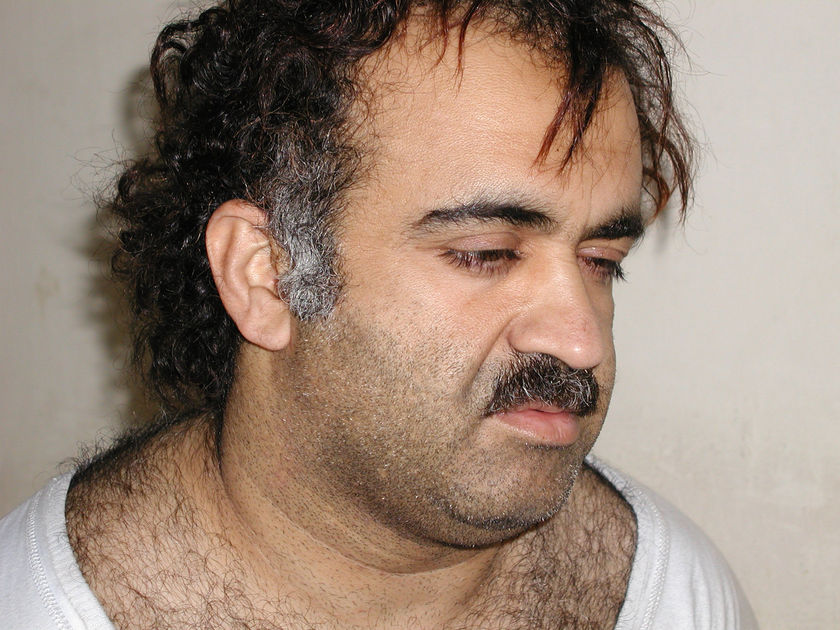
Mohammed após sua captura no Paquistão em 1 de março de 2003. Sua barba está raspada para confirmar sua identidade.

Em 11 de setembro de 2002, membros do Inter-Services Intelligence (ISI) paquistanês afirmaram ter matado ou capturado Sheikh Mohammed durante uma operação em Carachi que resultou na captura de bin al-Shibh. Porém, essa afirmação paquistanesa era falsa.
Mohammed foi capturado em Rawalpindi, Paquistão (cerca de 20 km a sudoeste de Islamabad), no dia 1 de março de 2003, pelo ISI paquistanês, possivelmente em uma ação conjunta com os operativos paramilitares da Divisão de Atividades Especiais da CIA e agentes do Serviço de Segurança Diplomática dos Estados Unidos. Ele está sob custódia dos Estados Unidos desde então.
Inicialmente, Mohammed foi mantido no presídio Salt Pit (Cobalt) da CIA no Afeganistão. Após apenas alguns minutos de interrogatório em Cobalt, ele foi submetido a "técnicas de interrogatório aprimoradas". Ele foi esbofeteado, agarrado no rosto, colocado em posições de estresse, submetido à privação de sono em pé, jogado com água e submetido a reidratação e alimentação forçada via enema retal várias vezes, sem determinação ou necessidade médica.
Em 2003, Mohammed foi mantido em um local secreto da CIA, conhecido como "local negro", na Polônia, onde foi submetido a simulação de afogamento (waterboarding) 183 vezes. Ele foi posteriormente transferido para outra prisão secreta da CIA na Romênia.
Em setembro de 2006, o governo dos Estados Unidos anunciou que havia transferido Mohammed de um local secreto da CIA para a custódia militar na prisão da Baía de Guantánamo.

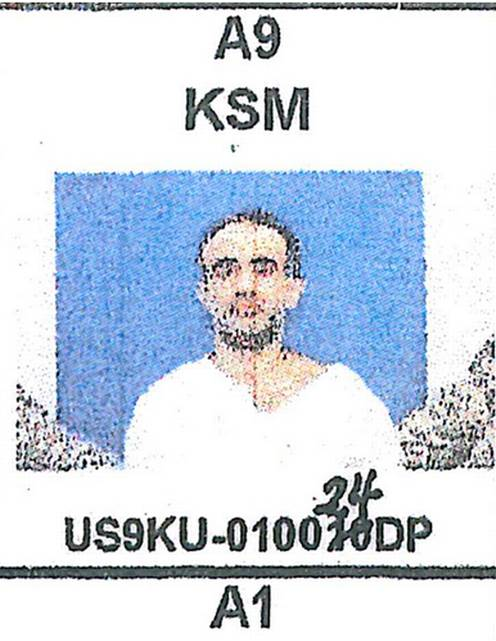
Foto de ficha policial de Mohammed pouco depois de ser transferido para o campo de detenção da Baía de Guantánamo em setembro de 2006. A foto foi retirada de um gráfico de alocação de celas no campo de alta segurança e sigilo conhecido como Campo 7, e foi obtida por repórteres da McClatchyDC.

A Cruz Vermelha, a Human Rights Watch e Mohammed consideram que as técnicas rigorosas de interrogatório, incluindo a simulação de afogamento, que ele recebeu de agentes dos Estados Unidos, equivalem a tortura. Mohammed foi submetido à privação de sono por um período de 7 dias e meio, durante a maior parte do qual foi forçado a ficar de pé.
De acordo com relatos posteriores, Mohammed inicialmente disse a interrogadores americanos que não responderia a nenhuma pergunta até que lhe fosse fornecido um advogado, o que foi recusado. Ele afirma ter ficado nu por mais de um mês durante seu isolamento e interrogatórios, e disse ter sido "questionado por um número incomum de interrogadoras".
Um documento da CIA revela que Jane Harman e Porter Goss do Comitê de Inteligência da Câmara foram informados em 13 de julho de 2004, pelo Subdiretor de Operações da CIA, James Pavitt, pelo Consultor Geral Scott Muller e pelo Inspetor Geral da CIA John L. Helgerson, sobre o status do processo de interrogatório de Mohammed. Até essa data, Khalid Sheikh Mohammed havia sido submetido a 183 sessões de simulação de afogamento.

O documento afirma: 
"... a CIA estava buscando aprovação política renovada dos Principais do NSC para continuar usando as técnicas de interrogatório aprimoradas"
Um funcionário dos Estados Unidos esclareceu que o número "183" representa o número de vezes que água foi derramada no rosto de Mohammed, não o número de vezes que ele foi submetido à simulação de afogamento. De acordo com um relatório da Cruz Vermelha de 2007, Khalid Sheikh Mohammed foi submetido a um total de "cinco sessões de maus-tratos". Segundo um oficial, "jogaram água 183 vezes - houve 183 despejos", acrescentando que "cada despejo durou apenas alguns segundos."
Em 12 de outubro de 2004, a Human Rights Watch relatou que 11 suspeitos, incluindo Khalid Sheikh Mohammed, haviam "desaparecido" para uma prisão semi-secreta na Jordânia, onde podem ter sido torturados sob a direção da CIA. Na época, autoridades jordanianas e americanas negaram essas alegações.
Em 5 de fevereiro de 2008, o Diretor da CIA, Michael Hayden, disse a um comitê do Senado que seus agentes haviam usado a simulação de afogamento em Khalid Sheikh Mohammed. Um memorando do Departamento de Justiça dos EUA de 2005, divulgado em abril de 2009, afirmava que Mohammed havia sido submetido à simulação de afogamento 183 vezes em março de 2003.
Em outubro de 2006, Mohammed descreveu seu tratamento e tortura na detenção, incluindo a simulação de afogamento, a um representante do Comitê Internacional da Cruz Vermelha. Mohammed disse que forneceu muitas informações falsas que ele imaginava que os interrogadores queriam ouvir, para interromper o mau tratamento. Em uma entrevista de 2006 com a Cruz Vermelha, Mohammed afirmou ter sido submetido à simulação de afogamento em cinco sessões diferentes durante o primeiro mês de interrogatório em seu terceiro local de detenção. Embora os memorandos do Departamento de Justiça não tenham explicado exatamente o que os números representavam, um funcionário dos EUA com conhecimento dos programas de interrogatório explicou que o número 183 representava o número de vezes que a água foi aplicada no rosto do detido durante cada uma das sessões afogamento simulado, e não o número de sessões separadas.
Em março de 2007, após quatro anos mantido em cárcere pela CIA, incluindo seis meses de detenção e alegada tortura na prisão de Guantánamo, Khalid Sheikh Mohammed - como foi afirmado em uma Audiência de Revisão de Status de Combatente (abreviado como CSRT em inglês) - confessou ser o mentor dos ataques de 11 de setembro, da tentativa de detonação de uma bomba escondida em um sapato por Richard Reid durante um voo sobre o Oceano Atlântico, do atentado à boate Bali na Indonésia, do atentado ao World Trade Center de 1993 e de várias tentativas de ataques frustrados. "Fui responsável pela operação de 11 de setembro do começo ao fim", dizia em uma declaração lida durante a audiência.
De acordo com o "resumo não classificado de evidências" apresentado durante a audiência da CSRT, um disco rígido de computador apreendido durante a captura de Khalid Sheikh Mohammed continha o seguinte:
- informações sobre os quatro aviões sequestrados em 11 de setembro de 2001, incluindo codinomes, companhias aéreas, números de voo, alvos, nomes dos pilotos e informações de antecedentes, e nomes dos sequestradores;
- fotografias de 19 indivíduos identificados como sequestradores de 11 de setembro de 2001;
- um documento que listava as taxas de licença de piloto para Mohammad Atta e biografias de alguns dos sequestradores de 11 de setembro de 2001;
- imagens de passaportes e uma imagem de Mohamed Atta;
- transcrições de sessões de chat pertencentes a pelo menos um dos sequestradores de 11 de setembro de 2001;
- três cartas de Osama bin Laden;
- planilhas que descrevem assistência financeira às famílias de membros conhecidos da Al-Qaeda;
- uma carta aos Emirados Árabes Unidos ameaçando um ataque se o governo continuasse a ajudar os Estados Unidos;
- um documento que resumia os procedimentos operacionais e requisitos de treinamento de uma célula da Al-Qaeda;
- e uma lista de militantes da Al-Qaeda mortos e feridos.

Na audiência, Khalid Sheikh Mohammed afirmou que o computador não pertencia a ele, mas sim a Mustafa Ahmad al-Hawsawi, que foi preso junto com ele.
Em junho de 2008, um artigo do New York Times, citando agentes da CIA não identificados, alegou que Mohammed havia sido mantido em um local secreto ou instalação clandestina na Polônia, perto do Aeroporto de Szymany, cerca de 100 milhas ao norte de Varsóvia. Lá, ele foi submetido a interrogatórios com o uso da técnica de afogamento simulado antes de começar a "cooperar".
Em 2009, Mohammed descreveu suas ações e motivações em um documento publicamente divulgado conhecido como "A Resposta Islâmica às Nove Acusações do Governo".
Em abril de 2011, o jornal britânico The Telegraph afirmou que recebeu documentos vazados sobre os interrogatórios de Khalid Sheikh Mohammed na prisão de Guantánamo. Os documentos citavam Mohammed dizendo que, se Osama bin Laden fosse capturado ou morto pela Coalizão das Nações Dispostas, uma célula adormecida da Al-Qaeda detonaria uma "arma de destruição em massa" em um "local secreto" na Europa, prometendo que seria "um inferno nuclear".

### Relatório de que interrogadores abusaram de seus filhos
Ali Khan, o pai de Majid Khan, outro dos 14 "detentos de alto valor", divulgou um juramento não comprovado em 16 de abril de 2006 relatando que os interrogadores submeteram os filhos de Khalid Sheikh Mohammed, com 6 e 8 anos de idade, a interrogatórios abusivos.

O juramento de Khan citou outro de seus filhos, Mohammed Khan:
"Os guardas paquistaneses disseram ao meu filho que os meninos estavam mantidos em uma área separada no andar de cima e que eram privados de comida e água por outros guardas. Eles também foram torturados mentalmente, tendo formigas ou outras criaturas colocadas em suas pernas para assustá-los e fazê-los dizer onde o pai deles estava se escondendo."

### Transferência para Guantánamo e audiência perante seu Tribunal de Revisão de Status de Combatente
Em 6 de setembro de 2006, o então presidente americano George W. Bush confirmou, pela primeira vez, que a CIA havia mantido "detentos de alto valor" para interrogatório em prisões secretas ao redor do mundo. Ele também anunciou que quatorze prisioneiros de alto escalão, incluindo Khalid Sheikh Mohammed, estavam sendo transferidos da custódia da CIA para a custódia militar na prisão de Guantánamo e que esses quatorze prisioneiros agora poderiam esperar enfrentar acusações perante comissões militares de Guantánamo.

Em um discurso em 29 de setembro de 2006, Bush afirmou:
"Uma vez capturados, Abu Zubaydah, Ramzi bin al Shibh e Khalid Sheikh Mohammed foram colocados sob custódia da CIA. O interrogatório desses e de outros suspeitos de terrorismo forneceu informações que nos ajudaram a proteger o povo americano. Eles nos ajudaram a desmantelar uma célula de operações terroristas do Sudeste Asiático que havia sido preparada para ataques dentro dos Estados Unidos. Eles nos ajudaram a interromper uma operação da Al-Qaeda para desenvolver antraz para ataques terroristas. Eles nos ajudaram a impedir um ataque planejado a um acampamento de fuzileiros navais dos EUA em Djibouti, a evitar um ataque planejado ao consulado dos EUA em Carachi, a frustrar um plano de sequestro de aviões de passageiros e jogá-los contra o Aeroporto de Heathrow e o Canary Wharf de Londres."
Em março de 2007, Mohammed testemunhou perante uma audiência a portas fechadas em Guantánamo. De acordo com as transcrições da audiência divulgadas pelo Pentágono, ele disse: "Eu fui responsável pela operação de 11 de setembro, do começo ao fim." As transcrições também mostram que ele confessou:
- A organização do bombardeio do World Trade Center de 1993,
- Os bombardeios em boates de Bali,
- A tentativa de bombardeio do sapato de Richard Reid,
- Planejar os ataques ao Aeroporto de Heathrow e à torre do Big Ben em Londres,
- O assassinato de Daniel Pearl em 2002,
- Tentativas planejadas de assassinato do Papa João Paulo II, Pervez Musharraf e Bill Clinton.[96]

"Porque, na guerra, com certeza, haverá vítimas. Quando eu disse que não estou feliz que três mil pessoas tenham sido mortas na América. Eu sinto muito mesmo. ... Matar é proibido em todos os que você chama de Povos do Livro, judeus, judaísmo, cristianismo e islamismo. Você conhece muito bem os Dez Mandamentos. Os Dez Mandamentos são compartilhados por todos nós. Todos nós servimos a um único Deus."

— Khalid Sheikh Mohammed, antes de seu tribunal
Em 15 de março de 2007, a BBC News relatou que "As transcrições de seu depoimento foram traduzidas do árabe e editadas pelo Departamento de Defesa dos EUA para remover material de inteligência sensível antes da divulgação. Pareceu, a partir de uma pergunta do juiz, que Khalid Sheikh Mohammed havia feito alegações de tortura sob custódia dos EUA." Na transcrição do Departamento de Defesa, Mohammed disse que sua declaração não foi feita sob coação, mas Mohammed e defensores dos direitos humanos alegaram que ele foi torturado. Oficiais da CIA já haviam dito à ABC News que "Mohammed resistiu por mais tempo ao waterboarding, dois minutos e meio, antes de começar a falar." Especialistas legais dizem que isso poderia manchar todas as suas declarações. O psiquiatra forense Michael Welner, M.D., um especialista em confissões falsas, observou na transcrição do depoimento que suas preocupações com sua família podem ter tido muito mais influência em solicitar a cooperação de Mohammed do que qualquer tratamento anterior relatado.
Um oficial da CIA alertou que "muitas das alegações de Mohammed durante o interrogatório eram 'ruído branco' projetado para enviar os EUA em caçadas selvagens ou para levá-lo a passar pela sessão de interrogatório do dia." Por exemplo, segundo Mike Rogers, ex-agente do FBI e o principal republicano no painel de terrorismo do Comitê de Inteligência da Câmara, ele admitiu a responsabilidade pelo atentado à boate Bali, mas seu envolvimento "poderia ter sido tão pequeno quanto arranjar uma casa segura para a viagem. Poderia ter sido arranjar financiamento." Mohammed também admitiu que era "responsável pela Operação do World Trade Center de 1993", que matou seis pessoas e feriu mais de 1.000 quando uma bomba foi detonada em um estacionamento subterrâneo, mas Mohammed não planejou o ataque, embora possa tê-lo apoiado. Michael Welner observou que, ao fornecer informações legítimas aos interrogadores, Mohammed obteve a alavanca para fornecer desinformação também.

Em um artigo discutindo a confiabilidade da confissão de Khalid e o motivo de fornecer informações erradas sob tortura, Ali Soufan, ex-agente especial do FBI com considerável experiência em interrogar operativos da Al-Qaeda, apontou:
"Quando estão com dor, as pessoas dirão qualquer coisa para fazer a dor parar. Na maioria das vezes, elas mentirão, inventarão qualquer coisa para fazer você parar de machucá-las. Isso significa que as informações que você está obtendo são inúteis."
Suas palavras ecoam na seção do Manual de Treinamento do Exército dos EUA sobre interrogatórios, que sugere que:
"[O] uso da força é uma técnica ruim, pois... pode levar a fonte a dizer o que ele acha que o interrogador quer ouvir."
Como exemplo disso, o artigo revela que, embora a administração de George W. Bush tenha afirmado que o waterboarding (simulação de afogamento) de Khalid Sheikh Mohammed produziu informações vitais que permitiram evitar um ataque à U.S. Bank Tower (anteriormente conhecida como Library Tower e First Interstate Bank World Center) em Los Angeles em 2002, isso foi provado ser falso. Em 2002, Sheikh Mohammed estava ocupado fugindo da captura no Paquistão. Da mesma forma, a alegação do ex-Procurador-Geral de George W. Bush, Michael Mukasey, e do ex-diretor da CIA do Serviço Nacional Clandestino, Jose Rodriguez, de que a tortura de Khalid Mohammed produziu a pista mais significativa para encontrar Osama bin Laden, também foi mostrada como falsa. Segundo o senador dos EUA, John McCain, "O rastro para Bin Laden não começou com uma revelação de Khalid Sheikh Mohammed, que foi submetido ao afogamento simulado 183 vezes... não apenas o uso de 'técnicas de interrogatório aprimoradas' em Khalid Sheikh Mohammed não nos forneceu informações-chave sobre o mensageiro de Bin Laden, Abu Ahmed; na verdade, produziu informações falsas e enganosas".
Na lista abaixo, enumeram-se as 31 confissões de Mohammed:
1. O bombardeio do World Trade Center em Nova York em fevereiro de 1993.
2. Os ataques de 11 de setembro ao World Trade Center, ao Pentágono e ao Capitólio dos Estados Unidos usando quatro aviões comerciais sequestrados.
3. Uma operação fracassada de "terrorista do sapato".
4. O ataque de outubro de 2002 no Kuwait.
5. O decapitamento do repórter do Wall Street Journal, Daniel Pearl.
6. Os bombardeios de Bali em 2002, incluindo os bombardeios dos clubes Pady's e Sari's em Bali, Indonésia.
7. Um plano para uma "segunda onda" de ataques a pontos turísticos dos EUA após os ataques de 11 de setembro, incluindo a Library Tower em Los Angeles, a Willis Tower (anteriormente Sears Tower) em Chicago, o Empire State Building em Nova York e o que foi relatado como o Plaza Bank Building em Seattle, embora não haja um Plaza Bank Building; existem o Safeco Plaza e o Columbia Center, os arranha-céus mais altos da cidade.
8. Planos para atacar petroleiros e navios navais dos EUA no Estreito de Ormuz, no Estreito de Gibraltar e em Singapura.
9. Um plano para explodir o Canal do Panamá.
10. Planos para assassinar Jimmy Carter.
11. Um plano para explodir pontes suspensas na cidade de Nova York.
12. Um plano para destruir a Sears Tower em Chicago com caminhões de combustível em chamas.
13. Planos para destruir o Aeroporto de Heathrow em Londres, Canary Wharf e o Big Ben em Londres.
14. Um ataque planejado a muitas boates na Tailândia.
15. Um plano visando a Bolsa de Valores de Nova York e outros alvos financeiros dos EUA.
16. Um plano para destruir prédios em Eilat, Israel.
17. Planos para destruir embaixadas dos EUA na Indonésia, Austrália e Japão em 2002.
18. Planos para destruir embaixadas de Israel na Índia, Azerbaijão, Filipinas e Austrália.
19. Levantamento e financiamento de um ataque a um voo da El-Al de Israel saindo de Bangkok.
20. Envio de vários "mujahideen" a Israel para avaliar "alvos estratégicos" com a intenção de atacá-los.
21. O atentado suicida de novembro de 2002 a um hotel em Mombaça, no Quênia, e uma tentativa fracassada de derrubar um avião de passageiros israelense que deixava o Aeroporto de Mombaça.
22. Planos para atacar alvos dos EUA na Coreia do Sul.
23. Fornecimento de apoio financeiro para um plano de ataque a alvos dos EUA, britânicos e judeus na Turquia.
24. Vigilância de usinas nucleares dos EUA com o objetivo de atacá-las.
25. Um plano para atacar a sede da OTAN na Europa.
26. Planejamento e vigilância em um plano de 1995 (o "plano Bojinka") para bombardear 12 aviões de passageiros americanos.
27. A tentativa de assassinato planejada contra o então presidente dos EUA, Bill Clinton, durante uma viagem às Filipinas na metade dos anos 1990.
28. "Responsabilidade compartilhada" por um plano para matar o Papa João Paulo II.
29. Planos para assassinar o presidente paquistanês Pervez Musharraf.
30. Uma tentativa de ataque a uma empresa de petróleo dos EUA em Sumatra, Indonésia, "de propriedade do ex-Secretário de Estado judeu dos EUA, Henry Kissinger."

Após a chegada de Mohammed em Guantánamo, uma equipe de interrogadores do FBI e militares tentou obter dele as mesmas confissões que a CIA havia obtido sobre o plano do 11 de setembro, mas usando apenas meios legais de interrogatório. Até 2008, a administração Bush acreditava que essa chamada "Equipe Limpa" havia compilado evidências suficientes para acusar Mohammed e os outros de assassinato capital.
O Departamento de Defesa anunciou em 9 de agosto de 2007 que todos os catorze "detentos de alto valor" que haviam sido transferidos de locais secretos da CIA para Guantánamo haviam sido oficialmente classificados como "combatentes inimigos". Embora os juízes Peter Brownback e Keith J. Allred tivessem decidido dois meses antes que apenas "combatentes inimigos ilegais" poderiam enfrentar comissões militares, o Departamento de Defesa dispensou o qualificador e afirmou que todos os catorze homens poderiam agora enfrentar acusações perante as comissões militares de Guantánamo.

### Confissão usada na defesa de Sheikh Omar
Em 19 de março de 2007, os advogados de Ahmed Omar Saeed Sheikh citaram a confissão de Mohammed em defesa de seu cliente.
Ahmed Omar Saeed Sheikh, também conhecido como Sheikh Omar, foi condenado à morte em um tribunal paquistanês pelo assassinato de Daniel Pearl. Os advogados de Omar anunciaram recentemente que planejavam usar a confissão de Mohammed em um recurso. Eles sempre reconheceram que Omar desempenhou um papel no assassinato de Pearl, mas argumentam que Mohammed foi o verdadeiro assassino.

## Julgamento pelo papel nos ataques de 11 de setembro
Em 11 de fevereiro de 2008, o Departamento de Defesa dos Estados Unidos acusou Mohammed, Ramzi bin al-Shibh, Mustafa Ahmad al-Hawsawi, Ali Abd al-Aziz Ali e Walid Bin Attash pelos ataques de 11 de setembro de 2001 no âmbito do sistema de comissões militares, conforme estabelecido pela Lei de Comissões Militares de 2006. Eles foram supostamente acusados do assassinato de quase 3.000 pessoas, terrorismo, fornecimento de apoio material ao terrorismo e sequestro de aeronaves, além de atacar objetos civis, causar intencionalmente lesões corporais graves e destruição de propriedade em violação à lei da guerra. As acusações contra eles listam 169 atos evidentes supostamente cometidos pelos réus para avançar com os eventos de 11 de setembro.
As acusações incluem 2.973 acusações individuais de assassinato - uma para cada pessoa morta nos ataques de 11/9. A acusação está buscando a pena de morte, o que exigiria o acordo unânime dos juízes da comissão.
Grupos de direitos humanos, incluindo Anistia Internacional, Human Rights Watch e o Centro de Direitos Constitucionais, bem como os advogados de defesa militar dos EUA criticaram as comissões militares por falta de devido processo para um julgamento justo. Os críticos geralmente argumentam que os julgamentos devem ser realizados em um tribunal federal de distrito, com os réus sendo tratados como suspeitos criminais ou por tribunal marcial como prisioneiros sob as Convenções de Genebra, que proíbem julgamentos civis para prisioneiros de guerra. Mohammed poderia enfrentar a pena de morte sob qualquer um desses sistemas.
O caso está progredindo pelo sistema legal. Em agosto de 2019, a data do julgamento foi provisoriamente marcada para 11 de janeiro de 2021, pelo juiz W. Shane Cohen, mas essa data foi adiada em 18 de dezembro de 2020, devido à pandemia de COVID-19. O julgamento de Mohammed foi reiniciado em 7 de setembro de 2021. O julgamento foi adiado ainda mais para 2023, com mais atrasos esperados. Tem sido relatado que a Administração Biden está considerando um acordo judicial que eliminaria a pena de morte.

## Decisões legais que o afetaram
No caso Boumediene versus Bush (2008), a Suprema Corte dos Estados Unidos decidiu que os detentos tinham o direito de acesso aos tribunais federais dos EUA para solicitar habeas corpus a fim de contestar suas detenções e que o Ato de Tratamento de Detentos de 2005 e o Ato de Comissões Militares de 2006 eram defeituosos. Um Ato de Comissões Militares revisado foi aprovado pelo Congresso em 2009 para abordar as preocupações do tribunal.
Em 26 de julho de 2019, Mohammed enviou uma carta ao tribunal comunicando a disposição de ajudar as vítimas dos ataques de 11 de setembro e suas famílias em seu processo contra a Arábia Saudita. Diz-se que o mentor exigiu a eliminação de sua pena de morte em troca de sua cooperação.
Em 16 de agosto de 2023, o Pentágono e o FBI informaram às famílias das vítimas dos ataques terroristas de 11 de setembro que nenhum dos supostos organizadores dos ataques enfrentaria a pena de morte como parte das considerações em curso de acordo judicial.

## Liberação de novas imagens
Em 9 de setembro de 2009, fotografias de Khalid Sheikh Mohammed e Ammar al Baluchi foram publicadas na Internet e amplamente divulgadas na mídia dos EUA e internacional. As autoridades do campo têm rigoroso controle sobre a captura e distribuição de imagens dos detentos de Guantánamo. Jornalistas e pessoas importantes que visitam Guantánamo não têm permissão para tirar fotos que mostrem o rosto dos detentos. Os jornalistas só podem ver detentos de "alto valor", como Khalid Sheikh Mohammed, quando estão na sala do tribunal, onde as câmeras não são permitidas. No entanto, em 9 de setembro de 2009, pesquisadores independentes de contraterrorismo encontraram novas imagens de Khalid Sheikh Mohammed e seu sobrinho Ammar al Baluchi em "sites jihadistas". Segundo Carol Rosenberg, escrevendo no The Miami Herald: "As fotos foram tiradas em julho, disse o porta-voz do Comitê Internacional da Cruz Vermelha, Bernard Barrett, sob um acordo com a equipe do campo de prisioneiros que permite que delegados da Cruz Vermelha fotografem detentos e enviem fotos para membros da família".
Em novembro de 2014, um fabricante turco de creme depilatório que pode ser vendido livremente sem receita médica utilizou uma imagem de KSM desgrenhado em anúncios de seu produto.

## Manifesto
Em janeiro de 2014, um "manifesto de não violência" de 36 páginas escrito por KSM foi desclassificado e divulgado pelo governo dos EUA. O título é "Declaração de Khalid Sheikh Mohammad aos Cruzados das Comissões Militares em Guantánamo". O documento é dividido em 3 partes, mas parece ser apenas a primeira seção, descrevendo "o caminho para a felicidade". O autor se dirige aos seus capturadores e parece interessado em converter sua audiência mais ampla ao Islã. O documento menciona oito livros, três dos quais são de autores ocidentais e contém iniciais escritas a lápis com a data de 31 de outubro de 2013.

## Khalid Sheikh Mohammad e Sulaiman Abu Ghaith
Khalid Sheikh Mohammad atuou como testemunha nos julgamentos de dois supostos membros da Al-Qaeda, Zacarias Moussaoui e Salim Hamdan. O repórter do Los Angeles Times, Richard Serrano, escreveu:
"Em 2006, os resumos dos interrogatórios de KSM foram lidos no julgamento por assassinato de Zacarias Moussaoui, o chamado vigésimo sequestrador, que escapou da pena de morte. Dois anos depois, diferentes declarações de Mohammad foram lidas em um julgamento militar, ou tribunal, que levou à libertação de Guantanamo Bay do motorista de Osama bin Laden, Salim Hamdan."
Stanly Cohen, advogado de Sulaiman Abu Ghaith, solicitou entrevistar Mohammad, a quem descreveu como "a pessoa mais qualificada viva" para ajudar na defesa de Abu Gaith. Mohammad, por meio de seu advogado David Nevin, concordou em ser entrevistado, mas apenas "na ausência de pessoal do governo, seja fisicamente presente ou ouvindo ou gravando remotamente."
Mohammed, em vez disso, redigiu uma declaração de 14 páginas em resposta a 451 interrogatórios apresentados por Cohen. Na resposta, Mohammad chamou Abu Ghaith de um "homem piedoso" e "orador cativante" que, de acordo com seu conhecimento, não desempenhou nenhum papel militar nas operações da Al-Qaeda e não teve treinamento militar. Mohammed argumentou que a política externa ocidental foi hipócrita ao permitir o surgimento dos Mujahideen na Guerra Soviética, mas que a mídia ocidental rotulou posteriormente os Mujahideen de "terroristas" ou "combatentes estrangeiros". Ele afirmou ainda que a rígida lei islâmica dos talibãs havia restaurado a segurança no Afeganistão na década de 1990. O juiz federal dos Estados Unidos, Lewis A. Kaplan, decidiu que nem a declaração de Mohammad nem o testemunho eram relevantes para o julgamento de Abu Ghaith e, portanto, eram inadmissíveis.

## Vida pessoal
Mohammed é fluente em balochi, urdu, árabe e inglês. Ele tem dois filhos, com sete e oito anos de idade na época de sua prisão em 2002.